# Japaratinga
Japaratinga är en kommun i Brasilien.   Den ligger i delstaten Alagoas, i den östra delen av landet, 1 600 km nordost om huvudstaden Brasília. Antalet invånare är 7 752. Arean är 86 kvadratkilometer.
Terrängen i Japaratinga är platt.